# Spanningsrelaxatie

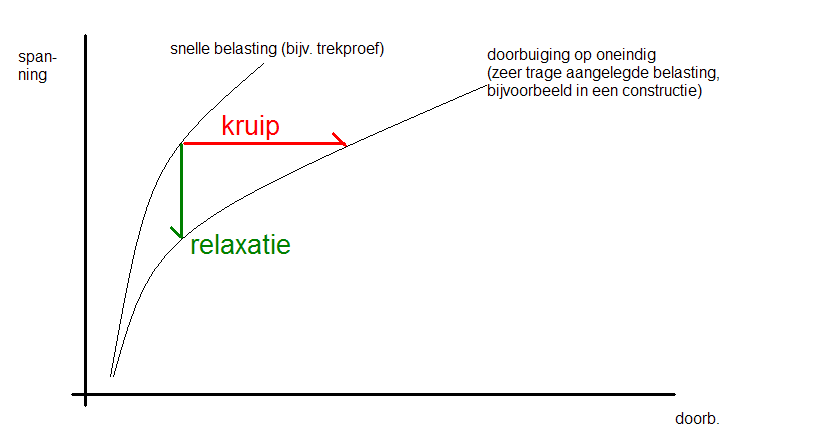
Rood: Kruip: rek vergroot onder constante spanning
Groen: relaxatie: verminderende spanning onder constante rek

De materiaalkundige term spanningsrelaxatie (ook wel relaxatie) is de waargenomen spanningsafname in een materiaal als reactie op een toegepaste mechanische spanning.  
In de praktijk is de spanningsrelaxatie te vinden in constructie-elementen, bijvoorbeeld de afname van het spanningsniveau in (metalen) kabels en staven die het gevolg is van een in de tijd voortdurende mechanische belasting. In tegenstelling tot bij kruip, blijft de rek bij relaxatie gelijk. Een voorbeeld van relaxatie is het gebruik van voorgespannen kabels. Deze worden gerekt en ondervinden hierdoor een inwendige spanning. Na verloop van tijd zal blijken dat de spanning afneemt, terwijl de rek gelijk blijft. Dit heeft te maken met het viscoelastisch gedrag van het materiaal. 
Het verschijnsel wordt vaak verward met kruip, hetgeen een ander fenomeen is: wanneer er kruip optreedt bij een mechanische belasting, neemt het spanningsniveau niet af, maar de rek neemt wel toe. Een voorbeeld van kruip is een waslijn, die belast wordt (door het natte wasgoed) en die daardoor verlengt. 